# フェニルプロパノイド
フェニルプロパノイド (phenylpropanoid)、別名リグノイド (lignoid) はフェニルアラニンを起源とする、1-フェニルプロパン (C6C3) が複数縮合した形の化合物およびその化合物の誘導体の総称である。維管束植物で見られ、ポリフェノールと呼ばれる化合物の一部はこれに含まれる。主たる物質の例としてリグニン、リグナンやタンニン、スベリン等がある。
フェニルプロパノイドの生合成はフェニルアラニンの脱アミノ化によってケイヒ酸ができるところから始まる。ケイヒ酸はパラ位に水酸化を受け 4-クマル酸となる。ここから様々な生合成過程を経るが、詳細な反応については各項に譲る。
多くの場合ベンゼン環がヒドロキシ基で修飾されており、還元剤として働く性質がみられる。また、殺菌作用のあるものも多い。ウルシの樹液や松脂等に大量に存在する。

## 主なフェニルプロパノイド

### モノフェニルプロパノイド
- クマル酸
- ケイ皮酸
- コーヒー酸（3,4-ジヒドロキシケイ皮酸）
- オイゲノール
- アネトール
- コニフェリルアルコール
- シナピルアルコール
- フェルラ酸

### ジフェニルプロパノイド（リグナン類）
- セサミン
- ポドフィロトキシン
- リグナン

### ポリフェニルプロパノイド
- リグニン